# Lannemezan
Lannemezan (occitansk: Lanamesa) er en fransk kommune i departementet Hautes-Pyrénées i regionen Occitanie.
Lannemezan er en gammel by beliggende nord for Pyrenæerne på Lannemezan-sletten (deraf navnet) mellem Tarbes og Toulouse. Nuværende ordfører er Bernard Plano.

## Venskabsbyer
- Tondela